# Phacelia phacelioides
Phacelia phacelioides là loài thực vật có hoa trong họ Mồ hôi. Loài này được (Benth.) Brand miêu tả khoa học đầu tiên năm 1913.